# هیتوشی ساساکی (زاده ۱۹۷۳)
هیتوشی ساساکی (ژاپنی: 佐々木 仁؛ زادهٔ ۹ ژوئیهٔ ۱۹۷۳) یک بازیکن فوتبال اهل ژاپن است.
از باشگاه‌هایی که در آن بازی کرده‌است می‌توان به باشگاه فوتبال شونان بلمار، باشگاه فوتبال آویسپا فوکوئوکا و باشگاه فوتبال یوکوهاما اشاره کرد.